# Пряшів (хокейний клуб)
ХК «Пряшів Пінгвінс» (словац. HC Prešov Penguins) — хокейний клуб із міста Пряшів у Словаччині. Протягом певного часу виступав у найвищому дивізіоні країни.

## Історія
Домашня арена команди «Арена Пряшів».
За час свого існування команда Пряшева кілька разів змінювала назву.
За підсумками сезону 2024–25 років у першій лізі підвищився у класі до Словацької Екстраліги.

## Досягнення
Перша ліга Словаччини
- Перше місце (1): 2024–25
- Друге місце (2): 1997–98, 2009–10
- Третє місце (7): 1996–97, 2000–01, 2002–03, 2003–04, 2012–13, 2016–17, 2017–18

## Відомі гравці
Українці
- Владислав Гаврик

Інші
- Владислав Балаж
- Томаш Булик
- Любомир Гуртай
- Владимир Дравецький
- Ігор Ліба
- Владимир Мигалик
- Ладіслав Надь
- Ярослав Обшут
- Петер Пухер
- Рене Пухер
- Д. Уткін
- Іван Федор
- Петер Фрюгауф
- Матуш Хован
- Ріхард Шехний
- Мартін Штрбак